# Octavio Corral Romero
Octavio Corral Romero (Chihuahua, Chihuahua, México; 20 de julio de 1922 — ídem; 24 de enero de 2009) fue un médico y político chihuahuense miembro del Partido Acción Nacional.

## Biografía
Corral Romero nació en la ciudad de Chihuahua, Chihuahua el 20 de julio de 1922. En 1943 emigró a la Ciudad de México para estudiar medicina en la Universidad Nacional Autónoma de México que concluyó en 1949, a su regreso a Chihuahua, inició sus estudios en filosofía y letras en la Universidad de Chihuahua, de la cual no obtuvo título, pero si sus créditos completos. Durante los años 50 se dedicó al ejercicio de su profesión en su consultorio particular y como profesor en la Facultad de Medicina de la Universidad de Chihuahua.
En 1956, se afilió al Partido Acción Nacional y en 1959 fue nombrado presidente del Comité Directivo Regional del PAN en Chihuahua durando en él hasta 1964. En ese año fue candidato a diputado federal por el Distrito 1 de Chihuahua para las elecciones federales de 1964 en donde compitió con Saúl González Herrera por el Partido Revolucionario Institucional y Jesús Luján Gutiérrez por el Partido Popular Socialista, resultando victorioso el candidato del Revolucionario Institucional.
En 1967 volvió a ser candidato de Acción Nacional a diputado federal por el Distrito 1 de Chihuahua, resultando en segundo lugar pero siendo elegido como diputado de partido y asumiendo como diputado federal para la XLVII Legislatura de 1967 a 1970. En 1969 fue designado presidente del Comité Directivo Regional del PAN en Chihuahua para un segundo periodo que concluyó en 1971.
En 1970 fue candidato a Senador de la República por Chihuahua en fórmula con María del Carmen Jiménez Méndez, perdiendo frente a Arnaldo Gutiérrez Hernández y José I. Aguilar Irungaray del Partido Revolucionario Institucional.
En 1974 renunció a su militancia en el Partido Acción Nacional y participó en la Asamblea Fundacional del Partido Mexicano de los Trabajadores, del cual renunció en 1980. Para 1983, fue readmitido como miembro del PAN, siendo miembro del Comité Directivo Estatal del PAN hasta 1997.
Gran parte de su vida se dedicó a la actividad periodística siendo editorialista de El Heraldo de Chihuahua. Corral Romero murió el 24 de enero de 2009 en la ciudad de Chihuahua.